# Mondegodon eutrigonus
Il mondegodonte (Mondegodon eutrigonus) è un mammifero estinto, appartenente agli acreodi. Visse nell'Eocene inferiore (Neustriano, circa 52 milioni di anni fa) e i suoi resti fossili sono stati ritrovati in Portogallo. È considerato una possibile via di mezzo tra i due principali gruppi di acreodi (mesonichidi e triisodontidi).

## Significato dei fossili
Ciò che si conosce di questo animale è un dente e alcune parti della mascella, rinvenuti nei pressi di Silveirinha in Portogallo. La caratteristica dentatura di Mondegodon lo pone in un contesto evolutivo intermedio tra le due principali linee di acreodi, ovvero i mesonichidi e i triisodontidi. Gli acreodi erano mammiferi arcaici sviluppatisi nel Paleocene e dotati di caratteristiche insolite (crani da "carnivoro" e zampe da ungulato). Il significato del nome Mondegodon deriva da "Baixo Mondego", la regione dove sono stati ritrovati i fossili, mentre la parola greca odon ("dente") è in analogia con altri nomi generici di triisodontidi. L'epiteto specifico, eutrigonus, deriva dalla parola greca eu ("bene") e da quella latina trigonus ("dai tre angoli"), in riferimento alla notevole struttura tricuspidata dei molari superiori.